# Sheila Scott
Sheila Scott, de son vrai nom Sheila Christine Hopkins, née le 27 avril 1922 à Worcester et morte le 20 octobre 1988 à Londres, est une aviatrice anglaise. Elle devient officier de l'ordre de l'Empire britannique en 1968. Elle est connue pour être la première Britannique à effectuer un vol en solitaire autour du monde.